# Кушерник
Кушерник (словен. Kušernik) — поселення в общині Песниця, Подравський регіон‎, Словенія.